# التستاد (زوریخ)
التستاد (زوریخ) (به لاتین: Altstadt (Zürich)) یک سکونتگاه مسکونی در سوئیس است که در زوریخ واقع شده‌است.

## خصوصیات
التستاد ۱٫۸ کیلومترمربع مساحت و ۵٬۵۷۲ نفر جمعیت دارد.